# Романов Дмитро Олександрович
Дмитро́ Олекса́ндрович Рома́нов — український військовий, начальнику штабу — заступник командувача Військ зв’язку та кібербезпеки ЗСУ, бригадний генерал.

## З життєпису
До початку 2020 р. проходив службу на посаді начальника управління зв'язку та інформаційних систем – заступника начальника штабу оперативного командування «Схід».

## Нагороди
За особисту мужність і героїзм, виявлені у захисті державного суверенітету та територіальної цілісності України, вірність військовій присязі відзначений:
- орденом Богдана Хмельницького III ступеня[3].